# Misuse of Drugs Act 1971
Le Misuse of Drugs Act 1971 est une loi britannique visant à réglementer la possession et l'approvisionnement de certains produits psychotropes généralement désignés comme des drogues, ainsi qu'à favoriser la coopération internationale contre le trafic de ces produits. Concernant la coopération internationale en matière de lutte contre le trafic de ces produits, cette loi s'appuie grandement sur la Convention unique sur les stupéfiants de 1961.
Ils sont classées selon un ordre allant de A à C, les produits de la classe A étant jugés les plus dangereux.
La classification des produits psycho-actifs dans ces différentes classes peut évoluer ou être modifiée par un système d'amendement qui évite les lenteurs bureaucratiques d'une ratification par les deux chambres du parlement.
Avant de se doter de cette loi, la Grande-Bretagne avait une politique relativement libérale en matière de drogues même si le Drugs (Prevention of Misuse) Act de 1964 contrôlait déjà les amphétamines puis, plus tard, le LSD. La mise en place de cette nouvelle politique, grandement influencée par les États-Unis, est toujours l'objet de nombreuses polémiques au sujet de la criminalisation des usagers de ces drogues.

## Drogue de classe A
Les drogues de classe A sont les plus nocives et celles auxquelles s’appliquent les sanctions les plus sévères. Cette catégorie comprend, entre autres, l’héroïne, la morphine, la méthadone, la cocaïne, l’opium, l’ecstasy, ainsi que les hallucinogènes tels que le LSD. Ainsi que toutes les drogues de catégorie B préparées pour injection. 
Pour les drogues de classe A, les peines maximales encourues sont les suivantes : 
- sept ans de prison et/ou une amende illimitée pour possession ;
- prison à vie et/ou amende illimitée pour production ou trafic ;
- une peine obligatoire de sept ans en cas de troisième condamnation pour trafic. La peine obligatoire en cas d’une troisième condamnation pour trafic est prévue dans le Criminal Sentences Act de 1997.

## Drogue de classe B
La classe B comprend les opioïdes peu puissants tels la codéine, les stimulants synthétiques (amphétamines) et les sédatifs puissants (barbituriques).
Pour les drogues de classe B, les peines maximales encourues sont : 
- cinq ans de prison et/ou amende illimitée pour possession ;
- quatorze ans de prison et/ou une amende illimitée pour production ou trafic.

## Drogue de classe C
La classe C comprend celles qui sont considérées comme moins nocives :
- les tranquillisants ;
- certains stimulants moins puissants ;
- les analgésiques opioïdes légers.

Depuis le 29 janvier 2004, le cannabis ainsi que la résine de cannabis font partie de cette classe, ils ont en effet été rétrogradés de la classe B à la classe C. Le GHB a été ajouté à cette classe en juillet 2003 et la kétamine en janvier 2006. 
En 2009, le cannabis est repassé de la classe C à la classe B. 
Pour les drogues de classe C, les peines maximales encourues sont : 
- deux ans de prison et/ou une amende illimitée pour possession ;
- quatorze ans de prison et/ou amende illimitée pour trafic.